# Livron-sur-Drôme
Pour les articles homonymes, voir Livron.
Livron-sur-Drôme est une commune française située dans le département de la Drôme, en région Auvergne-Rhône-Alpes.

## Géographie

### Localisation
Livron se trouve à environ 20 kilomètres au sud de Valence (chef-lieu du département).

### Relief et géologie
La commune s'étend sur une vaste plaine alluviale de laquelle émerge une série de trois collines calcaires[réf. nécessaire].
Sites particuliers :
- Mont Roti (259 m)[1].

### Hydrographie
La commune est située au confluent de la Drôme et du Rhône.
Elle est aussi arrosée par les cours d'eau suivants :
- Canal du Moulin
- la Lauze
- la Véore
- le Petit Rhône
- l'Ozon
- Ruisseau d'Arcette

### Climat
Pour des articles plus généraux, voir Climat d'Auvergne-Rhône-Alpes et Climat de la Drôme.
En 2010, le climat de la commune est de type climat méditerranéen altéré, selon une étude du CNRS s'appuyant sur une série de données couvrant la période 1971-2000. En 2020, Météo-France publie une typologie des climats de la France métropolitaine dans laquelle la commune est exposée à un climat méditerranéen et est dans la région climatique  Moyenne vallée du Rhône, caractérisée par un bon ensoleillement en été (fraction d’insolation > 60 %), une forte amplitude thermique annuelle (4 à 20 °C), un air sec en toutes saisons, orageux en été, des vents forts (mistral), une pluviométrie élevée en automne (250 à 300 mm). 
Pour la période 1971-2000, la température annuelle moyenne est de 12,9 °C, avec une amplitude thermique annuelle de 18 °C. Le cumul annuel moyen de précipitations est de 863 mm, avec 6,7 jours de précipitations en janvier et 4,5 jours en juillet. Pour la période 1991-2020, la température moyenne annuelle observée sur la station météorologique installée sur la commune est de 13,5 °C et le cumul annuel moyen de précipitations est de 917,0 mm,. Pour l'avenir, les paramètres climatiques de la commune estimés pour 2050 selon différents scénarios d'émission de gaz à effet de serre sont consultables sur un site dédié publié par Météo-France en novembre 2022.
| Mois                                  | jan.             | fév.             | mars            | avril         | mai           | juin           | jui.          | août          | sep.           | oct.            | nov.            | déc.             | année      |
| ------------------------------------- | ---------------- | ---------------- | --------------- | ------------- | ------------- | -------------- | ------------- | ------------- | -------------- | --------------- | --------------- | ---------------- | ---------- |
| Température minimale moyenne (°C)     | 1,4              | 1,5              | 4               | 6,7           | 10,4          | 13,8           | 15,5          | 15,1          | 11,9           | 9,1             | 4,9             | 2,2              | 8          |
| Température moyenne (°C)              | 5                | 6                | 9,7             | 12,8          | 16,7          | 20,4           | 22,6          | 22,2          | 18,2           | 14,1            | 8,8             | 5,5              | 13,5       |
| Température maximale moyenne (°C)     | 8,5              | 10,4             | 15,4            | 18,8          | 23            | 27,1           | 29,6          | 29,4          | 24,5           | 19              | 12,8            | 8,9              | 18,9       |
| Record de froid (°C) date du record   | −15,1 07.01.1985 | −10,2 10.02.1986 | −10,7 02.03.05  | −2 05.04.1975 | 0 01.05.1976  | 3,9 04.06.1984 | 6,4 17.07.00  | 5 30.08.1986  | 2,3 30.09.1995 | −3,3 31.10.1997 | −9 23.11.1998   | −12,3 30.12.1976 | −15,1 1985 |
| Record de chaleur (°C) date du record | 20,3 10.01.15    | 22 24.02.20      | 27,1 25.03.1994 | 30,4 23.04.07 | 34,9 24.05.09 | 39,8 29.06.19  | 40,4 24.07.19 | 40,7 05.08.03 | 34,5 04.09.05  | 30 01.10.11     | 23,2 09.11.1984 | 20,6 18.12.1989  | 40,7 2003  |
| Précipitations (mm)                   | 63,5             | 41,6             | 48,4            | 75,9          | 82,8          | 56,1           | 56,3          | 68,8          | 108,7          | 131,9           | 123,8           | 59,2             | 917        |

## Urbanisme

### Typologie
Au 1er janvier 2024, Livron-sur-Drôme est catégorisée petite ville, selon la nouvelle grille communale de densité à 7 niveaux définie par l'Insee en 2022.
Elle appartient à l'unité urbaine de Livron-sur-Drôme, une agglomération intra-départementale dont elle est ville-centre,. Par ailleurs la commune fait partie de l'aire d'attraction de Valence, dont elle est une commune de la couronne,. Cette aire, qui regroupe 71 communes, est catégorisée dans les aires de 200 000 à moins de 700 000 habitants,.

### Occupation des sols
L'occupation des sols de la commune, telle qu'elle ressort de la base de données européenne d’occupation biophysique des sols Corine Land Cover (CLC), est marquée par l'importance des territoires agricoles (78,5 % en 2018), en diminution par rapport à 1990 (80,8 %). La répartition détaillée en 2018 est la suivante : zones agricoles hétérogènes (45,8 %), cultures permanentes (24,1 %), terres arables (8,6 %), zones urbanisées (8,5 %), forêts (7,6 %), zones industrielles ou commerciales et réseaux de communication (2 %), eaux continentales (1,7 %), espaces ouverts, sans ou avec peu de végétation (1,6 %). L'évolution de l’occupation des sols de la commune et de ses infrastructures peut être observée sur les différentes représentations cartographiques du territoire : la carte de Cassini (XVIIIe siècle), la carte d'état-major (1820-1866) et les cartes ou photos aériennes de l'IGN pour la période actuelle (1950 à aujourd'hui).

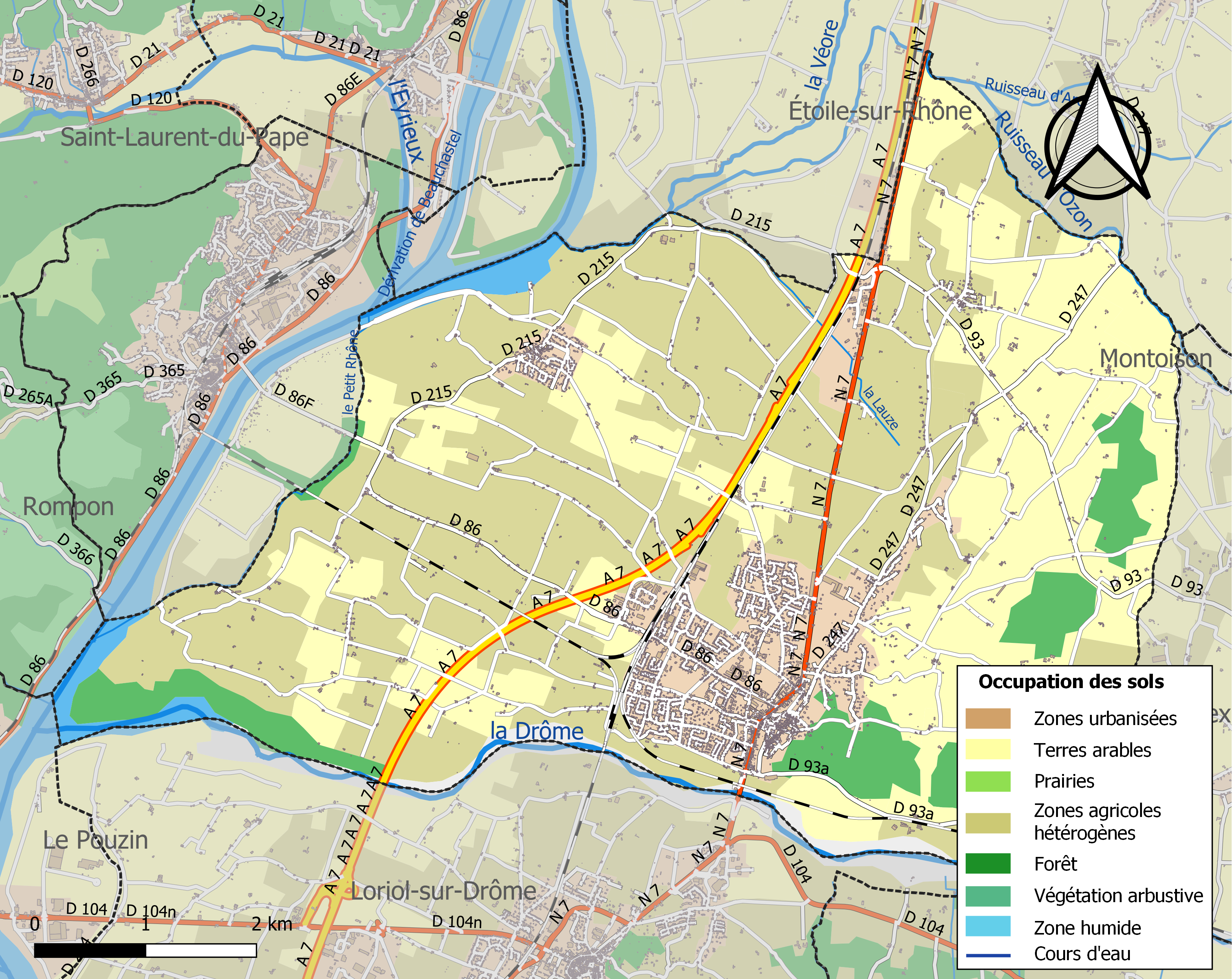
Carte des infrastructures et de l'occupation des sols de la commune en 2018 (CLC).

### Morphologie urbaine
Le village s'est d'abord développé sur le flanc ouest de la colline la plus proche du Rhône puis s'est étendu largement dans la plaine[réf. nécessaire].

#### Quartiers et lieux-dits, hameaux
Site Géoportail (carte IGN) :
- Baraca
- Bau de Siaille
- Beautard
- Bec
- Bellevue
- Bois du Four (lieu-dit)
- Boissonnier
- Bompard
- Boyron
- Brézem
- Bridenfer
- Briffaut
- Bruchet
- Brunet
- Campane
- Cercol
- Chamialoux
- Champagnac
- Champy
- Château de Bompard
- Château la Rolière
- Chevalier
- Cleyssac
- Combier (ouest)
- Combier (est)
- Coulaudes
- Courthiol
- Courtille
- Crozat
- Daujol
- Derbières
- Dinetard
- Domazane
- Ferme Gourdon
- Ferme Peyronni
- Fiancey
- Fontgrand
- Gallet
- Gary
- Gensel
- Gravette
- Gresse
- Grivelette
- Haut Livron
- Jeton
- Île Tintebet (lieu-dit)
- la Baraquette
- la Bergerenderie
- la Brune
- la Carrée (nord)
- la Carrée (sud)
- la Carrière (lieu-dit)
- la Croix
- la Cure
- la Fauchetière
- la Francette
- la Givardière
- la Grande Grange
- la Guerre
- la Lauze
- la Massette
- Landon
- la Picarde
- la Pierre
- la Rigaude
- la Tour
- Laville
- le Cognet
- le Jas
- Lenay
- le Pavillon (lieu-dit)
- le Petit Cercol
- l'Ermitage
- les Bruyères
- les Buis
- les Caires
- les Cigales
- les Combiers
- les Dauphinelles
- les Davids (ouest)
- les Davids (est)
- les Églantines
- le Serre
- les Fonds
- les Fontaines
- le Signol
- les Iris
- les Julliens
- les Lilas
- les Massons
- les Niodes
- les Pelonnes
- les Petits Robins
- les Peupliers
- les Ramières
- les Renoncées
- les Roberts
- les Roussons
- les Tourettes
- les Tuileries
- l'Évangile
- les Veilles
- Loche
- Maison Alibert
- Maison Balayen
- Maison Bérard
- Maison Blanc
- Maison Boucher (nord-ouest)
- Maison Boucher (sud-est)
- Maison Court
- Maison Duglou
- Maison Fourquet
- Maison Gonnet
- Maison Jaillon
- Maison Lubeau
- Maison Maître
- Maison Robert
- Maison Roussillon
- Maison Tinlan
- Maison Verchère
- Manute
- Marnas
- Martinet
- Michon
- Miraillet
- Montgros
- Ozon
- Perrier
- Peyrère
- Pierre Blanche
- Piquet
- Pommet
- Pommier
- Ponsere
- Puits Neuf
- Reys
- Rif de Vert
- Rue de la Gare
- Sacoulis
- Saint-Antoine
- Saint-Blaise
- Sainte-Lauze
- Saint-Genys
- Saint-Pierre
- Saunier
- Sauvage
- Savy
- Souchon
- Tour du Diable (lieu-dit)
- Tournier
- Vigneronde

### Voies de communication et transports
La commune est principalement desservie par la Nationale 7.
Le péage le plus proche de l'autoroute A7 est sur la commune de Loriol-sur-Drôme.
La gare la plus proche est celle de Livron (TER Auvergne-Rhône-Alpes), à un peu plus d'un kilomètre du centre-ville.
Les transports en commun sont assurés par les Cars Région Express.

### Risques naturels et technologiques

#### Risques sismiques
La commune est située dans une zone de sismicité modérée, dernier séisme datant de 2019,.

## Toponymie
La commune est dénommée Liéuroun en provençal.

### Attestations
Dictionnaire topographique du département de la Drôme :
- 1113 : Livron (cartulaire de Saint-André-le-Bas, 281).
- 1157 : castrum Liberonis (Gall. christ., XVI, 104).
- 1189 : de Liurone (Hist. du Languedoc, V, 535).
- 1233 : Livro (cartulaire de Léoncel, 112).
- 1291 : Liberonem (cartulaire de Montélimar, 33).
- XIVe siècle : mention de la paroisse : capella de Liberone (pouillé de Valence).
- XIVe siècle : mention de l'archiprêtré de Livron : archypresbiteratus de Liberone (pouillé de Valence).
- 1512 : Lyvron (archives de la Drôme, E 3568).
- 1540 : mention de la paroisse : ecclesia Liberonis (rôle de décimes).
- 1540 : mention de l'archiprêtré de Livron : archipresbyteratus Liberonis (rôle de décimes).
- 1650 : mention de l'église Saint-Prix : esglise de Saint-Prisq de Livron (inventaire de Saint-Apollinaire, 807).
- 1891 : Livron, commune du canton de Loriol.

## Histoire
Le territoire de la commune est occupé à l'âge du bronze final et à l'âge du Fer. Plusieurs villa romaines sont également attestées. 

### Du Moyen Âge à la Révolution
La seigneurie : sur le plan féodal, l'évêque de Valence était le seigneur temporel de Livron. Ses droits furent confirmés en 1157 par les empereurs germaniques. Il confirma en 1429 les franchises municipales de la commune.
Place importante lors des guerres de Religion. Lors du siège du château et du bourg en 1574-1575, du haut des remparts, les vieilles fileuses protestantes insultaient, en paroles et en gestes, les troupes catholiques.
Démographie :
- 1688 : 240 familles[17] ;
- 1789 : 507 chefs de famille[17].

Avant 1790, Livron était une communauté de l'élection, subdélégation et bailliage de Valence. Elle formait une paroisse du diocèse de Valence dont l'église, dédiée à saint Prix, était desservie au XVe siècle par un collège de quatorze prêtres, non compris le curé, et dont les dîmes appartenaient à l'évêque de Valence. Ce prélat, dont les droits sur cette terre furent confirmés en 1157 par les empereurs germaniques, et qui confirma en 1429 les franchises municipales de la commune, était également seigneur temporel de Livron. Il venait d'en vendre une partie aux Cartier de la Sablière, quand la Révolution éclata.
Division du diocèse de Valence, l'archiprêtré de Livron comprenait, avec la commune de son nom et celle d'Ambonil, une partie des cantons de Chabeuil, de Crest-Nord et de Valence (voir l'introduction).

### De la Révolution à nos jours

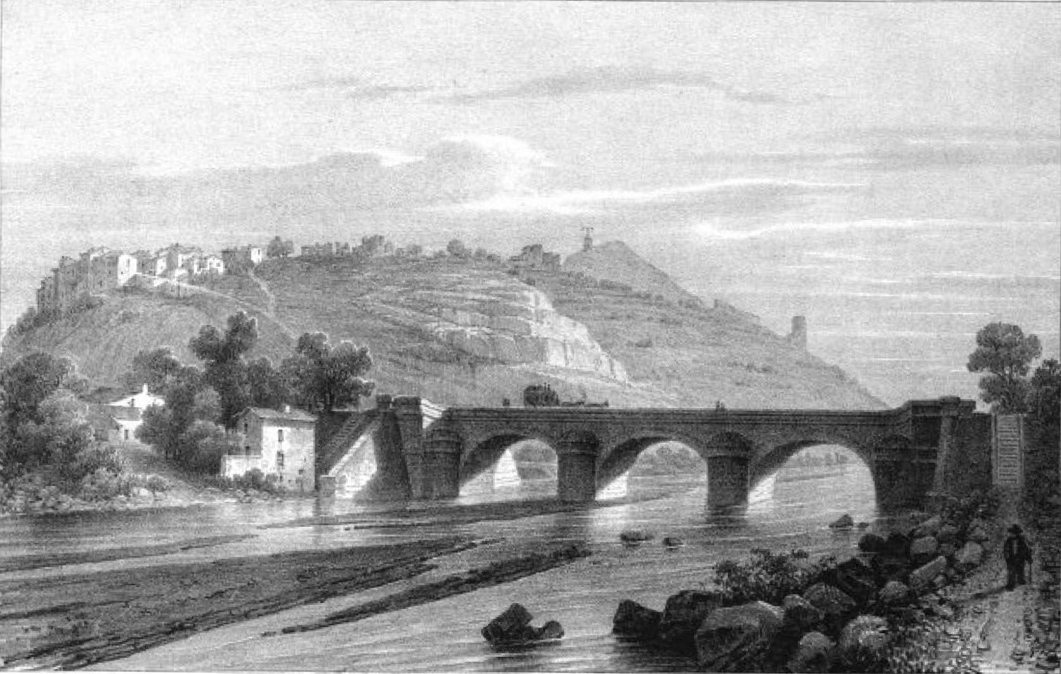
Pont sur la Drôme au XIXe siècle, par Alexandre Debelle (1805-1897).

En 1790, la commune de Livron fait partie du canton de Loriol.
La révolution de février 1848 est favorablement accueillie à Livron. Un arbre de la liberté est planté en célébration de la Deuxième République. Quatre ans plus tard, le régime, étant devenu réactionnaire, le préfet Ferlay demande leur arrachage (décret du 8 janvier 1852). La municipalité ne s'exécute pas immédiatement, ce qui lui vaut un rappel le 20 mars.

## Politique et administration

### Administration municipale
Le nombre d'habitants au dernier recensement étant compris entre 5 000 et 9 999, le nombre de membres du conseil municipal est de 29.
À l'issue de l'élection municipale de 2020, le conseil municipal est composé de huit adjoints et de vingt conseillers municipaux.

### Liste des maires
Sources :
- Liste des maires de la Révolution française à la Libération.
- Liste des maires depuis 1945[24].

| Période                                                                      | Période                     | Identité                            | Étiquette | Qualité                                                                          |
| ---------------------------------------------------------------------------- | --------------------------- | ----------------------------------- | --------- | -------------------------------------------------------------------------------- |
| Les données manquantes sont à compléter. : de la Révolution au Second Empire |                             |                                     |           |                                                                                  |
| 1790                                                                         | 1790                        | Jean Lacroix                        |           |                                                                                  |
| 1790                                                                         | 1791                        | Jean-Joseph Seauve                  |           |                                                                                  |
| 1791                                                                         | 1795                        | Jean-Louis Romieux                  |           |                                                                                  |
| 1795                                                                         | 1795                        | Jean-Pierre Sabatier                |           |                                                                                  |
| 1795                                                                         | 1800                        | Besson de Mirmande                  |           | Agent municipal                                                                  |
| 1800                                                                         | 1808                        | Humbert Cartier de la Fauchetière   |           |                                                                                  |
| 1808                                                                         | 1815                        | Jean-Jacques de Chevalier de Sinard |           |                                                                                  |
| 1815                                                                         | 1831                        | Jean-Antoine Agrel                  |           |                                                                                  |
| 1832                                                                         | 1840                        | Joseph Bernard                      |           |                                                                                  |
| 1841                                                                         | 1853                        | Jean-Antoine Agrel                  |           |                                                                                  |
| 1853                                                                         | 1855                        | Joseph de Monicault                 |           |                                                                                  |
| 1855                                                                         | 1857                        | Paul Bernard                        |           |                                                                                  |
| 1857                                                                         | 1865                        | Jean Denis                          |           |                                                                                  |
| 1865                                                                         | 1868                        | Thomas Morin-Latour                 |           |                                                                                  |
| 1868                                                                         | 1871                        | Antoine Combier                     |           |                                                                                  |
| Les données manquantes sont à compléter. : depuis la fin du Second Empire    |                             |                                     |           |                                                                                  |
| 1871                                                                         | 1882                        | Antoine Combier                     |           | maire sortant                                                                    |
| 1871                                                                         | 1874                        | Antoine Combier                     |           |                                                                                  |
| 1874                                                                         | 1878                        | Antoine Combier                     |           |                                                                                  |
| 1878                                                                         | 1882                        | Antoine Combier                     |           |                                                                                  |
| 1882 (élection ?)                                                            | 1884                        | Auguste Mazade                      |           |                                                                                  |
| 1884                                                                         | 1888                        | Auguste Mazade                      |           | maire sortant                                                                    |
| 1888                                                                         | 1892                        | Henri Sibourg                       |           | pharmacien conseiller d'arrondissement du canton de Loriol-sur-Drôme (1886-1901) |
| 1892                                                                         | 1893                        | Henri Sibourg                       |           | maire sortant                                                                    |
| 1893 (élection ?)                                                            | 1896                        | Joseph Combier                      |           |                                                                                  |
| 1896                                                                         | 1900                        | Joseph Combier                      |           | maire sortant                                                                    |
| 1900                                                                         | 1904                        | Joseph Combier                      |           | maire sortant                                                                    |
| 1904                                                                         | 1908                        | Joseph Combier                      |           | maire sortant                                                                    |
| 1908                                                                         | 1912                        | Léon Aubin                          |           |                                                                                  |
| 1912                                                                         | 1913                        | J.P. Boissonnat                     |           |                                                                                  |
| 1913 (élection ?)                                                            | 1919                        | Paul Trapier                        |           |                                                                                  |
| 1919                                                                         | 1925                        | Gustave Lamotte                     |           |                                                                                  |
| 1925                                                                         | 1929                        | Alfred Favot                        | Radical   | conseiller d'arrondissement du canton de Loriol-sur-Drôme (1925-1940)            |
| 1929                                                                         | 1935                        | Alfred Favot                        |           | maire sortant                                                                    |
| 1935                                                                         | 1942                        | Alfred Favot                        |           | maire sortant                                                                    |
| 1942 (élection ?)                                                            | 1945                        | Antoine Chabert                     |           |                                                                                  |
| 1945                                                                         | 1947                        | ?                                   |           |                                                                                  |
| 1947                                                                         | 1953                        | Daniel Bouix                        |           |                                                                                  |
| 1953                                                                         | 1959                        | Daniel Bouix                        |           | maire sortant                                                                    |
| 1959                                                                         | 1965                        | Daniel Bouix                        |           | maire sortant                                                                    |
| 1965                                                                         | 1971                        | Daniel Bouix                        |           | maire sortant                                                                    |
| 1971                                                                         | 1977                        | Lucien Ravit                        |           |                                                                                  |
| 1977                                                                         | 1983                        | Lucien Ravit                        |           | maire sortant                                                                    |
| 1983                                                                         | 1989                        | Jean Despert                        |           |                                                                                  |
| 1989                                                                         | 1989                        | Claude Bon                          |           |                                                                                  |
| 1989 (élection ?)                                                            | 1995                        | Dominique Querré                    | PS        | conseiller général du canton de Loriol-sur-Drôme (1994-2001)                     |
| 1995                                                                         | 2001                        | Dominique Querré                    |           | maire sortant                                                                    |
| 2001                                                                         | 2008                        | Daniel Morcel-Paquien               | PS        |                                                                                  |
| 2008                                                                         | 2014                        | Daniel Jarjat                       | PS        |                                                                                  |
| 2014                                                                         | 2020                        | Olivier Bernard                     | UDI       |                                                                                  |
| 2020                                                                         | En cours (au 17 avril 2021) | Francis Fayard[source insuffisante] | DVC       |                                                                                  |

### Rattachements administratifs et électoraux

#### Intercommunalité
Commune membre de la Communauté de communes du Val de Drôme.

### Politique environnementale
La commune dispose d'une station d'épuration d'une capacité de 15 000 équivalent-habitants.

### Jumelages
La commune de Livron-sur-Drôme est jumelée à deux villes :
- La ville de Schwalmstadt en Allemagne
- La ville de Tradate en Italie

## Population et société

### Démographie
L'évolution du nombre d'habitants est connue à travers les recensements de la population effectués dans la commune depuis 1793. Pour les communes de moins de 10 000 habitants, une enquête de recensement portant sur toute la population est réalisée tous les cinq ans, les populations de référence des années intermédiaires étant quant à elles estimées par interpolation ou extrapolation. Pour la commune, le premier recensement exhaustif entrant dans le cadre du nouveau dispositif a été réalisé en 2005.

En 2022, la commune comptait 9 272 habitants, en évolution de +1,91 % par rapport à 2016 (Drôme : +2,64 %, France hors Mayotte : +2,11 %).
| 1793  | 1800  | 1806  | 1821  | 1831  | 1836  | 1841  | 1846  | 1851  |
| ----- | ----- | ----- | ----- | ----- | ----- | ----- | ----- | ----- |
| 2 234 | 2 289 | 2 352 | 2 623 | 3 275 | 3 457 | 3 730 | 4 034 | 4 022 |

| 1856  | 1861  | 1866  | 1872  | 1876  | 1881  | 1886  | 1891  | 1896  |
| ----- | ----- | ----- | ----- | ----- | ----- | ----- | ----- | ----- |
| 3 799 | 4 039 | 4 058 | 4 265 | 4 386 | 4 258 | 4 261 | 4 070 | 4 241 |

| 1901  | 1906  | 1911  | 1921  | 1926  | 1931  | 1936  | 1946  | 1954  |
| ----- | ----- | ----- | ----- | ----- | ----- | ----- | ----- | ----- |
| 4 320 | 4 324 | 3 905 | 3 834 | 4 099 | 4 110 | 4 002 | 4 285 | 4 491 |

| 1962  | 1968  | 1975  | 1982  | 1990  | 1999  | 2005  | 2006  | 2010  |
| ----- | ----- | ----- | ----- | ----- | ----- | ----- | ----- | ----- |
| 5 288 | 5 616 | 5 674 | 6 822 | 7 294 | 7 759 | 8 608 | 8 703 | 8 972 |

| 2015  | 2020  | 2022  | - | - | - | - | - | - |
| ----- | ----- | ----- | - | - | - | - | - | - |
| 8 910 | 9 254 | 9 272 | - | - | - | - | - | - |

Avec près de 10 000 habitants, Livron-sur-Drôme est la 8e commune la plus peuplée du département de la Drôme et la 1128e en France[réf. nécessaire].
L'aire urbaine de Livron-sur-Drôme est centrée sur la ville du même nom. D'après l'Insee, cette aire urbaine est composée de quatre communes du département de la Drôme : Livron, Loriol, Saulce et Cliousclat. Ses 15 711 habitants font d'elle la 302e aire urbaine de France[réf. nécessaire].

#### Évolution démographique
Le tableau ci-dessous détaille la répartition de la population dans l'aire urbaine (les pourcentages s'entendent en proportion du département) :
| Département | Communes | Communes (%) | Superficie (km²) | Superficie (%) | Population (1999) | Population (%) |
| ----------- | -------- | ------------ | ---------------- | -------------- | ----------------- | -------------- |
| Drôme       | 4        | 1,1          | 96,26            | 1,5            | 15 711            | 3,6            |

Voici la liste des communes de l'aire urbaine de Livron-sur-Drôme.
| Code INSEE | Commune          | Type        | Département | Superficie (km²) | Population (1999) | Densité (hab./km²) |
| ---------- | ---------------- | ----------- | ----------- | ---------------- | ----------------- | ------------------ |
| 26097      | Cliousclat       | Pôle urbain | Drôme       | +0009,65         | +00 000641,       | +00066,42          |
| 26165      | Livron-sur-Drôme | Pôle urbain | Drôme       | +0039,52         | +0 0007 759,      | +00196,33          |
| 26166      | Loriol-sur-Drôme | Pôle urbain | Drôme       | +0028,66         | +0 0005 698,      | +00198,81          |
| 26337      | Saulce-sur-Rhône | Pôle urbain | Drôme       | +0018,43         | +0 0001 613,      | +00087,52          |
|            | Total            |             |             | +0096,26         | +00015 711,       | +00163,21          |

### Enseignement
Livron-sur-Drôme relève de l'académie de Grenoble et compte plusieurs établissements scolaires :
Listes des écoles publiques :
- école maternelle Paul Éluard,
- école maternelle Frédéric Mistral,
- école élémentaire Alphonse Daudet,
- école élémentaire Marcel Pagnol,
- école primaire des Petits Robins,
- école primaire de Saint Genys.

Liste des écoles privées :
- école primaire Anne Cartier,
- collège Anne Cartier.

Liste des établissements de formation :
- CFA Batipole,
- CFA Lucien Ravit.

### Santé
Professionnels et établissements de santé :
- médecins,
- pharmacies

### Manifestations culturelles et festivités
- Fête : quatrième dimanche de juillet[33].

### Loisirs
- Nautisme[33].
- Pêche et chasse[33].

### Sports
Livron possède de nombreux clubs sportifs[réf. nécessaire] :
- badminton : Bad'Team Livron ;
- football : JS Livron (Jeunesse Sportive Livronnaise) ;
- handball : Livron Handball (en mai 2013, l'équipe première féminine a remporté la coupe de France régionale de handball) ;
- judo-Jujitsu : Judo Club du canton de Loriol ;
- karaté ;
- tennis : Tennis Club de Livron.

### Médias
Le territoire de la commune se situe dans l'aire de diffusion de plusieurs médias :

#### Presse écrite
- Le Dauphiné libéré, quotidien régional qui consacre, chaque jour, y compris le dimanche, dans son édition de « Romans et Drôme des collines » un ou plusieurs articles à l'actualité du canton et de la commune, ainsi que des informations sur les éventuelles manifestations locales, les travaux routiers, et autres événements divers à caractère local.
- L'Agriculture Drômoise, journal d'informations agricoles et rurales, couvre l'ensemble du département de la Drôme.
- Drôme Hebdo (ancien Peuple Libre), hebdomadaire chrétien d'informations.

#### Presse audio-visuelle
La commune est située sur l'aire de diffusion de Ici Drôme Ardèche, une radio publique également diffusée sur tout le territoire du département de la Drome et de l'Ardèche.

### Cultes
- Culte catholique : paroisse Saint-Paul-du-Rhône, Diocèse de Valence[34]

## Économie
Le tissu économique est essentiellement constitué de TPE et de PME. 680 entreprises (tous statuts sociaux confondus) sont recensées en 2009 sur la commune dont 274 entreprises issues du commerce, des services et de l'industrie qui emploient 1 300 salariés, dont 242 sièges sociaux et 32 établissements secondaires (Source aef)[réf. nécessaire].

### Industrie
Livron est notamment le siège de la société Haupt Pharma (fabrication de génériques, suppositoires, ampoules), depuis 1996, env. 200 p., CA 27 M€ (2021).

### Agriculture
En 1992 : vignes (vins AOC Côtes-du-Rhône), vergers (coopérative fruitière à forme commerciale), céréales :
- Foires : les mardi de janvier-février, après Pâques et à la Pentecôte, en juillet, août et octobre[33].
- Marché : le mardi[33].

et : le jeudi
- Légumes, melons, tubercules.
- Élevages de volailles, lapins, autruches[36].

### Commerce
- Boulangerie[37],[38].
- Bars
- Restaurants[réf. nécessaire].

### Tourisme
- Hôtels[réf. nécessaire].
- Syndicat d'initiative (en 1992)[33].

## Culture locale et patrimoine

### Lieux et monuments
- Beffroi de 1600[33].

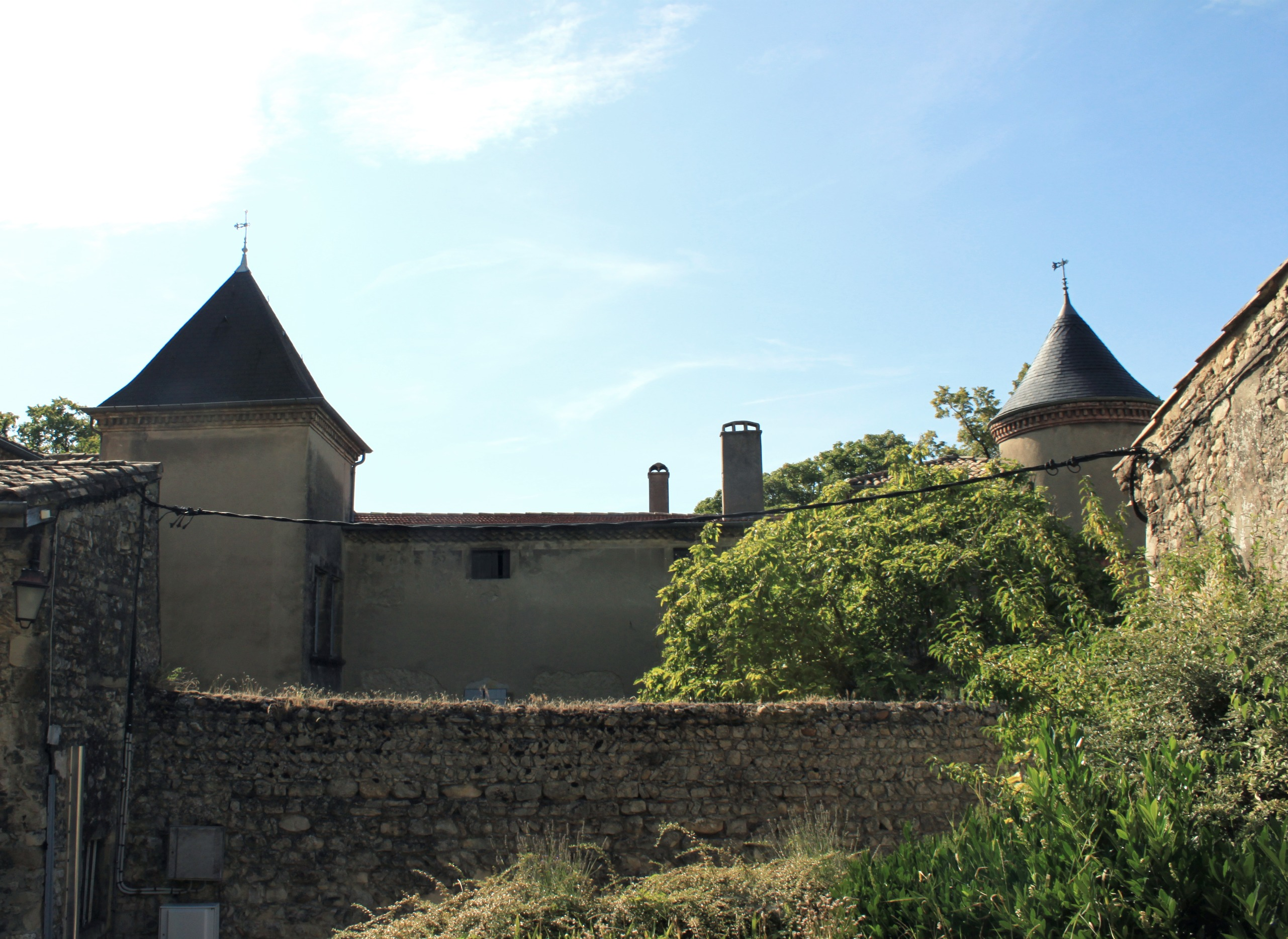
Le château du Haut-Livron tel que l'on peut le voir depuis la rue.

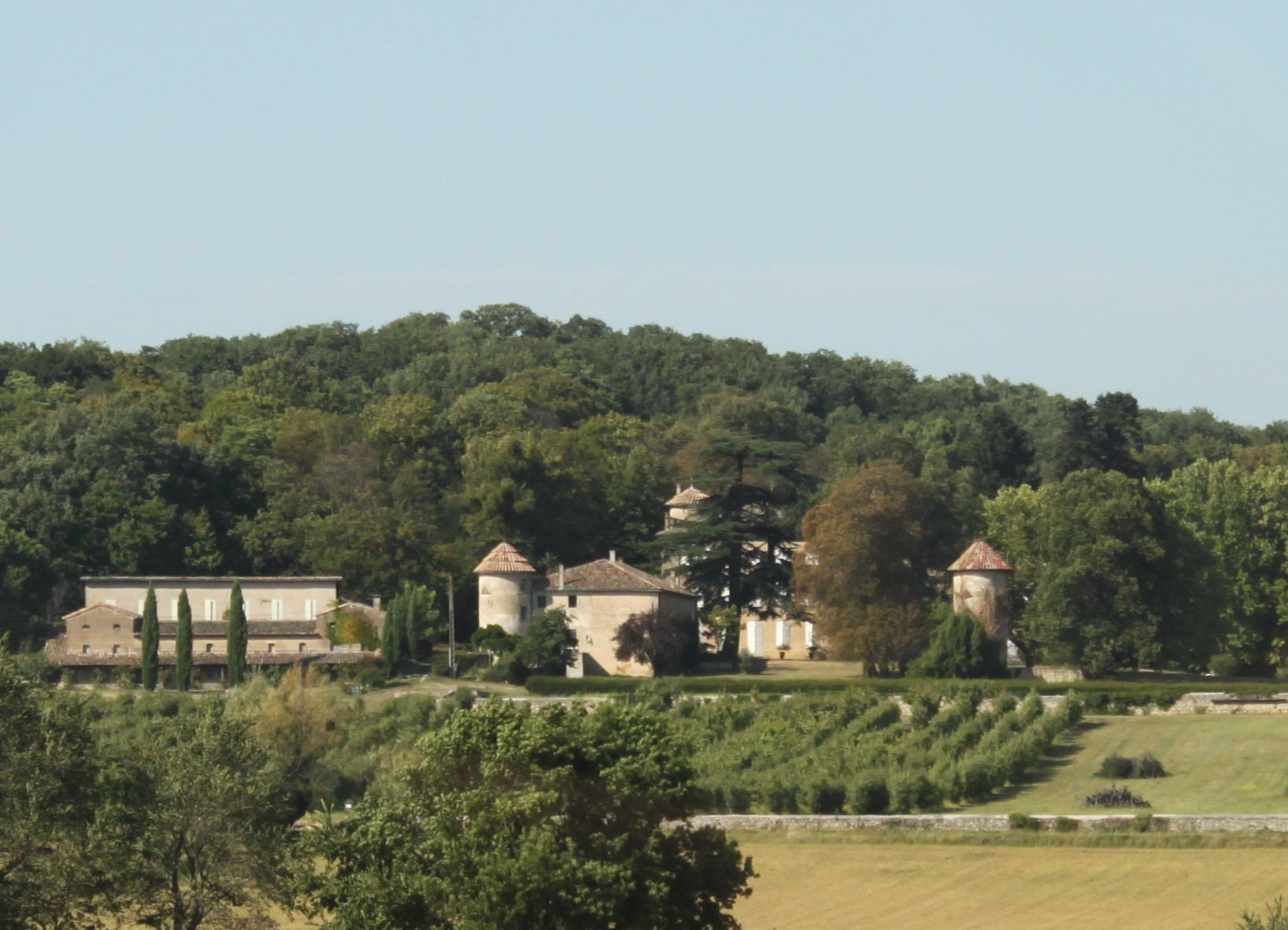
Le domaine de La Rolière vu depuis la route.

- Restes de la collégiale Saint-Prix (IMH)[33], érigée à la fin du XVe siècle, saccagée durant les guerres de religions puis église paroissiale jusqu'en 1632[39]. Ne sont plus conservés de nos jours que des éléments du chœur gothique et de la chapelle nord, visibles dans le cimetière municipal[39].
- Château La Rolière : domaine viticole comportant une maison forte du XVIe siècle[33].
- Château de Fontgrand[33].
- Église du Sacré-Cœur de Livron-sur-Drôme.
- Église Notre-Dame-de-l'Assomption des Petits Robins.

autres
- La Tour du Diable : tour d'angle de l'enceinte fortifiée du haut de la colline détruite en 1623[réf. nécessaire].
- Restes d'une enceinte urbaine du Haut Livron avec une tour ronde[réf. nécessaire].
- Ancienne église (place de l'ancienne église au Haut Livron): Après les troubles des guerres de religion. À partir de 1632 vient le temps de la reconquête catholique sur le village très protestant de Livron. Les catholiques récupèrent d’abord le temple pour en faire leur église. La vieille église a été agrandie de 1860 à 1865 en établissant des tribunes latérales supportées par des colonnes. Abandonnée en 1935 pour être remplacée par l’église du bas : elle est démolie en 1966. Le portail datant de 1775 a été conservé[réf. nécessaire].
- Vieux village avec ruelles, belles façades, portes Renaissance[réf. nécessaire].
- Château du Haut-Livron (propriété privée) : bâti au bord des remparts, il est d'origine Renaissance mais a été remanié au XIXe siècle. La demeure a appartenu au XVIIIe siècle à la famille d'Yze de Rozans qui l'a vendu en 1795 à Jacques Vivant Cartier de la Sablière, dernier châtelain de Livron de 1781 à 1789. Sa fille, Adèle Cartier a épousé en 1804 le comte de Sinard, maire de Livron de 1808 à 1815, et ont habité ensemble le château. On peut admirer de la rue la tour carrée et la tour ronde en poivrière, qui n'ont toutes deux jamais eu de rôle défensif. Le château est inscrit partiellement (les quatre pièces décorées de peintures murales au rez-de-chaussée) aux monuments historiques depuis le 28 décembre 1990[réf. nécessaire].
- Fenêtre à meneaux Renaissance au nord de l’ancienne église. Ancienne maison des Odde De Bonniot et des Cartier[réf. nécessaire].
- La porte cloutée, derrière cette porte renaissance du début du XVIe la demeure d’un ancien châtelain de Livron Odde De Bonniot. La porte est ornée de clous décoratifs. Au Moyen Âge, les portes cloutées sont des éléments défensifs, en effet, elles résistent plus longtemps à une attaque et gène les éventuels coups de haches. Au-dessus de cette porte, il y a un fronton brisé rajouté par la suite. Porche de la porte, il y a un four à pain en étage qui dépasse dans la rue. Si certaines maisons témoignent de la richesse d’une partie de la population, ce n’est pas le cas de l’ensemble des Livronnais[réf. nécessaire].
- Château de Fontgrand : maison forte du XVIe siècle dont l'appellation de château est due à sa grosse tour ronde[réf. nécessaire].
- La Givardière : maison forte[réf. nécessaire].
- Maison consulaire, équivalent de la mairie actuelle, se trouve en contrebas du cimetière jusqu’à la période révolutionnaire. Cette maison consulaire sera utilisée jusqu’en 1780 puis sera transféré à la maison Clayssac[réf. nécessaire].
- Maison Clayssac, équivalent de la mairie actuelle de 1784 à 1931, se trouve dans la grande rue (rue Jean Boyer), elle est accolée au Beffroi[réf. nécessaire].
- La placette, enseigne du maréchal-ferrant de 1762, entrée de son atelier montre que les rues étaient commerçantes. À cette époque, une grande partie de la population ne savait pas lire, chaque artisan avait sur sa boutique une enseigne spécifique par rapport à son activité[réf. nécessaire].
- Le Brézème : Au XVIIIe siècle, c’est l’industrie de la soie qui permet à Livron de prospérer. Des filatures, des moulinages, des tissages et l’élevage de ver à soie créent de nombreux emplois. D’imposants bâtiments sont construits dans ce but dans la plaine. Ces usines se servent de la force motrice de l’eau et de l’utilisation d’un réseau de canaux qui sillonnent le secteur. En 1756, les frères Dessoudeys établissent au Brézème, un important moulinage : 4 roues hydrauliques pour 12 moulins, l’entreprise emploie une centaine d’ouvriers. De nombreux moulins se construisent le long des canaux. En 1843, il y a à Livron : 5 moulinages, 3 filatures, 4 taillanderies, 1 scierie à marbre, 1 four à puddler, 2 scieries à bois, 2 tanneries, plusieurs tuileries et briqueteries. Aujourd’hui, ces industries, notamment filature et moulinage utilisant l’eau ont fermé (concurrence soie asiatique, maladie et ouverture du canal de Suez)[réf. nécessaire].
- Pont du XVIIIe siècle qui enjambe la Drôme.

En 1767, un pont en pierres est construit sous ordre du roi. Il y a un véritable développement du trafic routier et plus d’arrêt dans le village. Jusqu’en 1780, il y a moins de vingt maisons le long de la Grande Route, la présence du pont développe le pied de la colline avec des relais, des commerçants, artisans aubergistes, des maréchaux-ferrants et des charrons qui s’installent le long de la route. Cela fabrique le début de village de ce qu’on appelle « le Bas », le bourg ancien devient « le Haut ». Avec le pont en pierres de Livron-Loriol, Livron va se retrouver au cœur d’un carrefour de voies de circulation dans la fin des années 1800. Avant cela, les voyageurs devaient passer à gué ou par un système de bacs qui nécessitaient de longs temps d'attente et se rendaient généralement dans les commerces du vieux village ou devaient faire le tour par le pont sur le village de Crest. Grâce à ce pont, la population augmente et la ville, réorganisée, attire de nouvelles personnes pour y vivre en lien avec l'industrie du tissage, essentiellement venues d’Ardèche. Les commerces du vieux Livron sont peu à peu désertés et la ville commence son implantation dans la plaine avec de nouveaux commerces s'installant proches du pont. Livron est sur la grande route (RN7) reliant Paris à Marseille. Une route longeant la rivière Drôme jusqu’à Allex et Crest est établie, et une autre route jusqu’à l’Ardèche avec la construction des deux ponts de La Voulte en 1891/92. Pendant la Seconde Guerre mondiale, des résistants font sauter une arche du pont, coupant la retraite des Allemands. Le pont sera renommé : pont du Commando-Henri-Faure en mémoire de cette nuit du 16 au 17 août 1944[réf. nécessaire].
- Télégraphe Chappe / chapelle de la vierge Marie au sommet de la colline : l’apparition du télégraphe aérien change la vitesse de communication des informations. Cet appareil créé par Claude Chappe en 1794 va être utilisé pour couvrir le territoire Français. Des symboles codés sont faits en haut d’une tour et permettent de transmettre un message au début des années 1800. Une ligne télégraphique reliant Paris à Toulon passe par Livron. Un poste de télégraphe « Chappe » y est construit. Cela permet de communiquer dans de brefs délais des nouvelles sur de grandes distances alors que les déplacements se font encore à cheval. Malheureusement, ces messages ne peuvent pas être transmis la nuit ou par mauvais temps et nécessitent beaucoup d’opérateurs (2 tours tous les  15 km). En 1855, le télégraphe aérien est abandonné mais d’autres technologies bouleversent le paysage Livronnais. La tour de l’ancien télégraphe sera convertie en une chapelle dédiée à la vierge Marie dès 1946, les Livronnais voulaient remercier la vierge de les avoir protégés durant les combats de la guerre 1939-1945[réf. nécessaire].

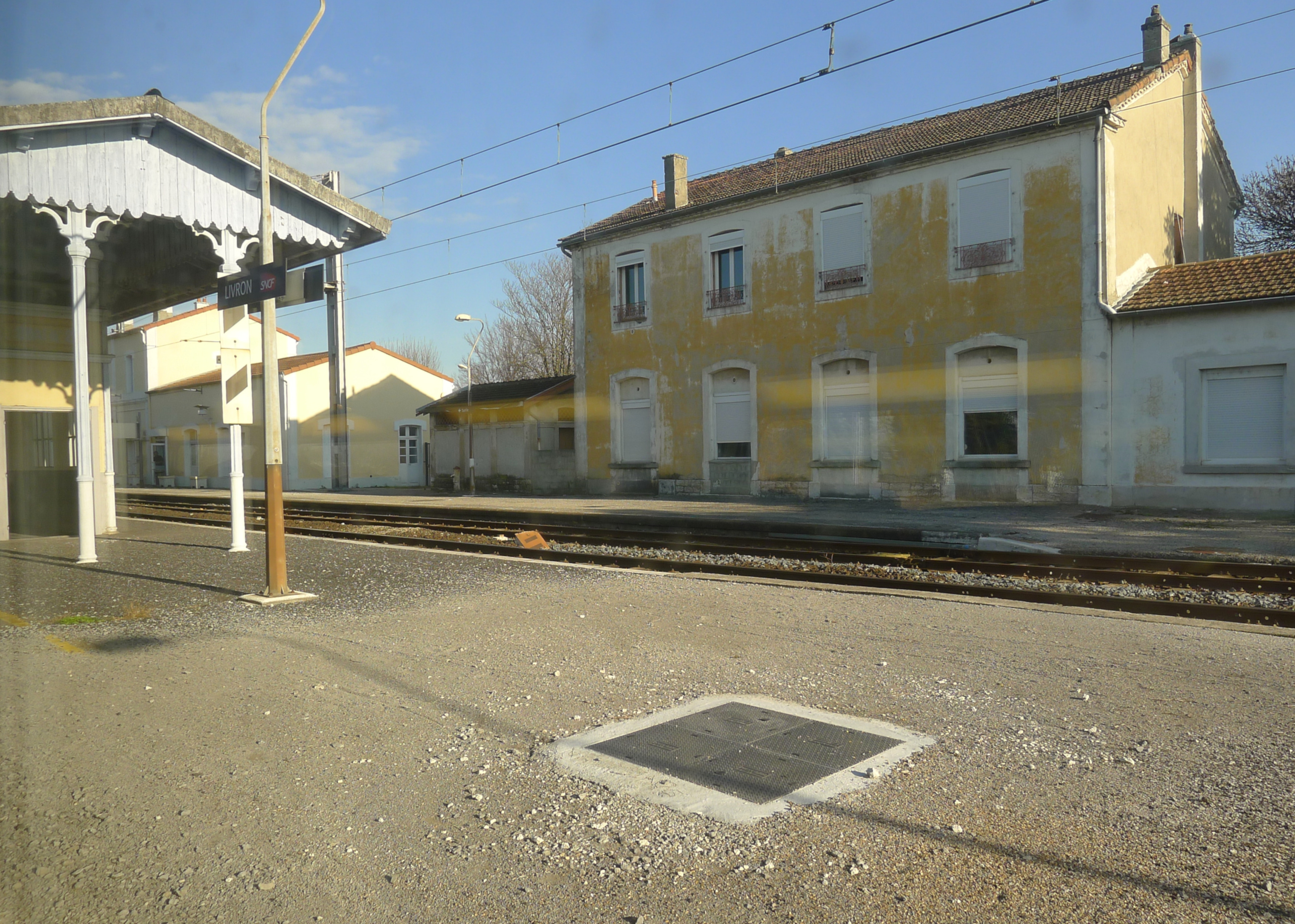
Gare de Livron.

- Gare de Livron : axe de communication moderne, le chemin de fer développe l’attractivité de la ville. Le chemin de fer relie Lyon à Marseille dans les années 1850. C’est une révolution pour le transport des marchandises et des hommes. Les premiers trains fonctionnent grâce à des locomotives à vapeur. On met du charbon dans un four pour chauffer de l’eau qui entraîne des turbines et transforme cette énergie en mouvements[réf. nécessaire].

La ligne Lyon-Avignon passe par Livron en 1856, une autre reliant Drôme et Ardèche passe en 1861, enfin Livron relie par le train les villes de la vallée de la Drôme à partir de 1870. La gare de Livron s’adapte à ce tracé et s’établit loin du village dans la plaine. De nos jours encore, Livron est l'importante bifurcation entre la ligne Lyon-Marseille d'une part et la ligne vers Briançon d'autre part.
Un quartier, le quartier de la gare va alors se développer. Des bâtiments pour l’accueil des voyageurs sont créés (hôtel, relais). On peut noter l’évolution de la gare avec bâtiments postaux, buffet pour les voyageurs, zone d’attente séparant les différentes classes. Des axes de communications relient la gare au village et aux usines pour acheminer hommes et marchandises[réf. nécessaire].
- Gare du pont (habitation privée) : à l'origine lorsque le chemin de fer s'établit aux alentours de Livron et que la gare fut construite, elle était très éloignée du village qui se trouvait essentiellement sur les collines, les rares habitations en plaine se trouvaient (en dehors des hameaux) à l'entrée Nord et à l'entrée Sud du village, proche du pont. Une petite gare, la gare du pont permettait de relier les Livronnais et les voyageurs à la gare de Livron, isolée dans la plaine à plusieurs kilomètres du village.

La gare du pont permettait la liaison avec la vallée de la Drôme. Ardouin-Dumazet écrit en 1890 : « La ville moderne de Livron, ou ville basse, s’ouvre sur le pont enjambant la Drôme, près d’une halte du chemin de fer de Die. C’est une grande et large rue, bordée de maisons cossues [...]. Sur le rocher à pic est la vieille ville [...] c’est un assez pénible séjour malgré la splendeur du panorama. Aussi les habitants descendent-ils un à un dans la ville basse où sont les moulinages de soie [...], où les canaux dérivés de la Drôme ont fait de la plaine caillouteuse une merveille de fraîcheur et de richesse agricole. Entre la ville et le chemin de fer, les champs sont superbes. La gare principale est assez loin de la ville, mais elle est importante ; là se détachent les lignes de Privas et de Briançon. C’est à ce nœud de voies ferrées que Livron, simple commune, doit d’avoir dépassé en population son chef-lieu de canton, la ville voisine de Loriol »[réf. nécessaire].
- Monument aux morts. Conflits commémorés : Guerre 1914-1918[40].
- Le lavoir est un bassin alimenté en eau naturelle qui a pour but de rincer le linge après l'avoir lavé. Il est le plus souvent public, gratuit ou payant selon les communes. Les lavandières s'y rende le plus souvent pour rincer le linge (et non pour le laver). Le passage au lavoir est en effet la dernière étape avant le séchage. Comme le lavage ne consommait que quelques seaux d'eau, il pouvait avoir lieu dans les habitations mais le rinçage nécessitait de grandes quantités d'eau claire[réf. nécessaire].
- Bains/douches ou douches municipales, elles constituent un service public d’hygiène des villes pour les personnes qui n’ont pas l'eau courante (eau du robinet). Avant l’eau courante dans les maisons, Il fallait chercher l’eau au puits ou aux fontaines publiques. Les toilettes se trouvaient à l’extérieur des maisons. En ce qui concerne l’hygiène, il fallait faire chauffer beaucoup d’eau pour remplir des baignoires de particuliers, les bains n’étaient pas si fréquents qu’aujourd’hui. Dans la plupart des villes, des établissements publics et payants de bains/douches sont alors proposés aux habitants à la fin des années 1800. Elles se généralisent dans les années 1920-1930, sont modernisées dans les années 1950 et vont fermer dans les années 1980[réf. nécessaire].
- Proche des bains douches, une nouvelle école apparaît dans les années 1930 : groupe scolaire Marcel Pagnol (séparation en plusieurs cours : école de garçons et école de filles)[réf. nécessaire].
- Moulins électriques : Les moulins sont installés à proximité des canaux de Livron. Le courant de l’eau fait tourner les roues du moulin. La roue transforme la force de l’eau en énergie motrice ou électrique. Le développement d’autres moyens de fabriquer l’énergie rendent les moulins peu à peu inutiles[réf. nécessaire].
- La vie : sculpture monumentale de Jean-Paul Ravit représentant trois alpinistes s'entre-aidant pour gravir un obstacle[réf. nécessaire].

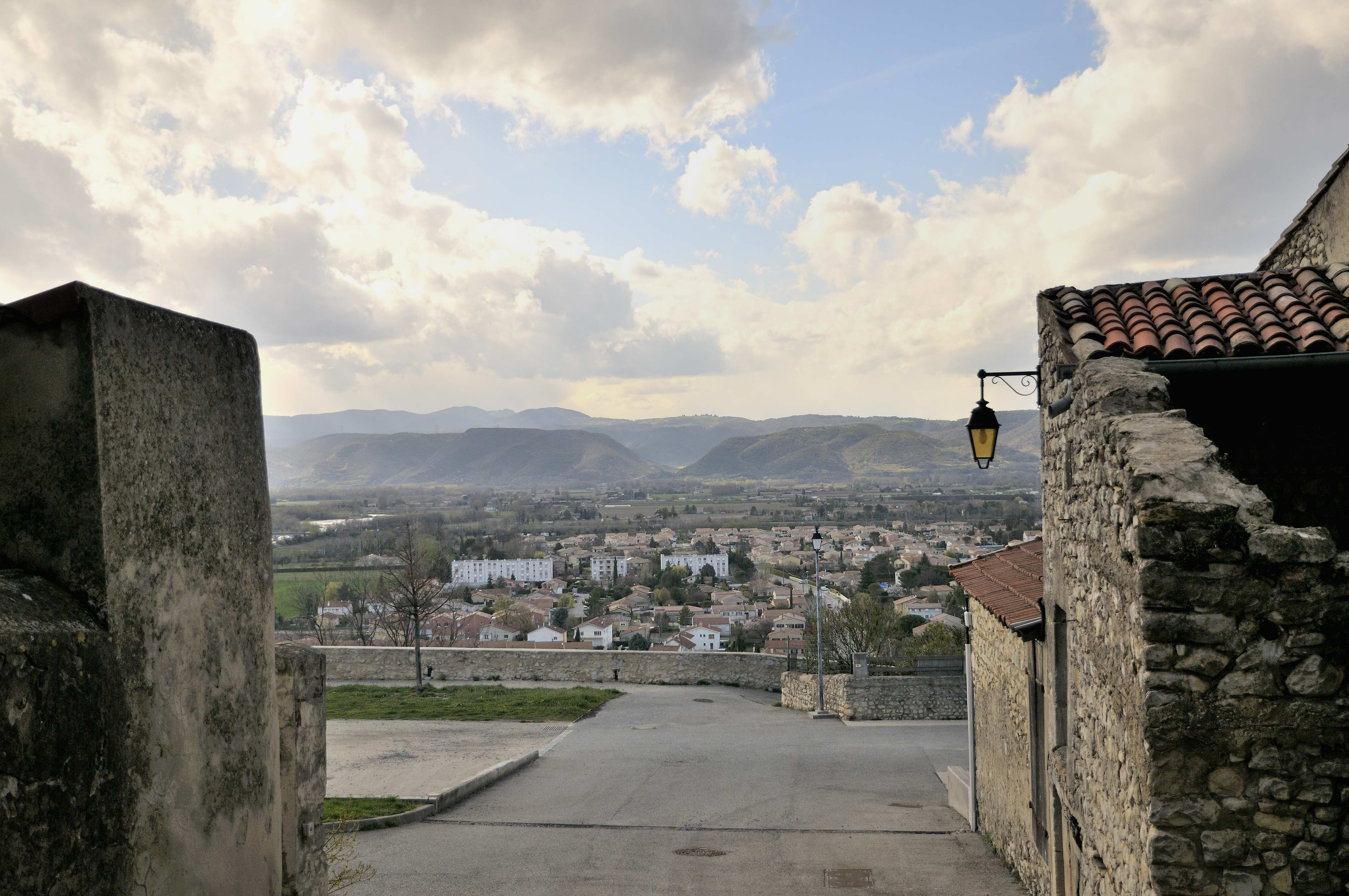
Vue sur l'Ardèche des hauts Livron.
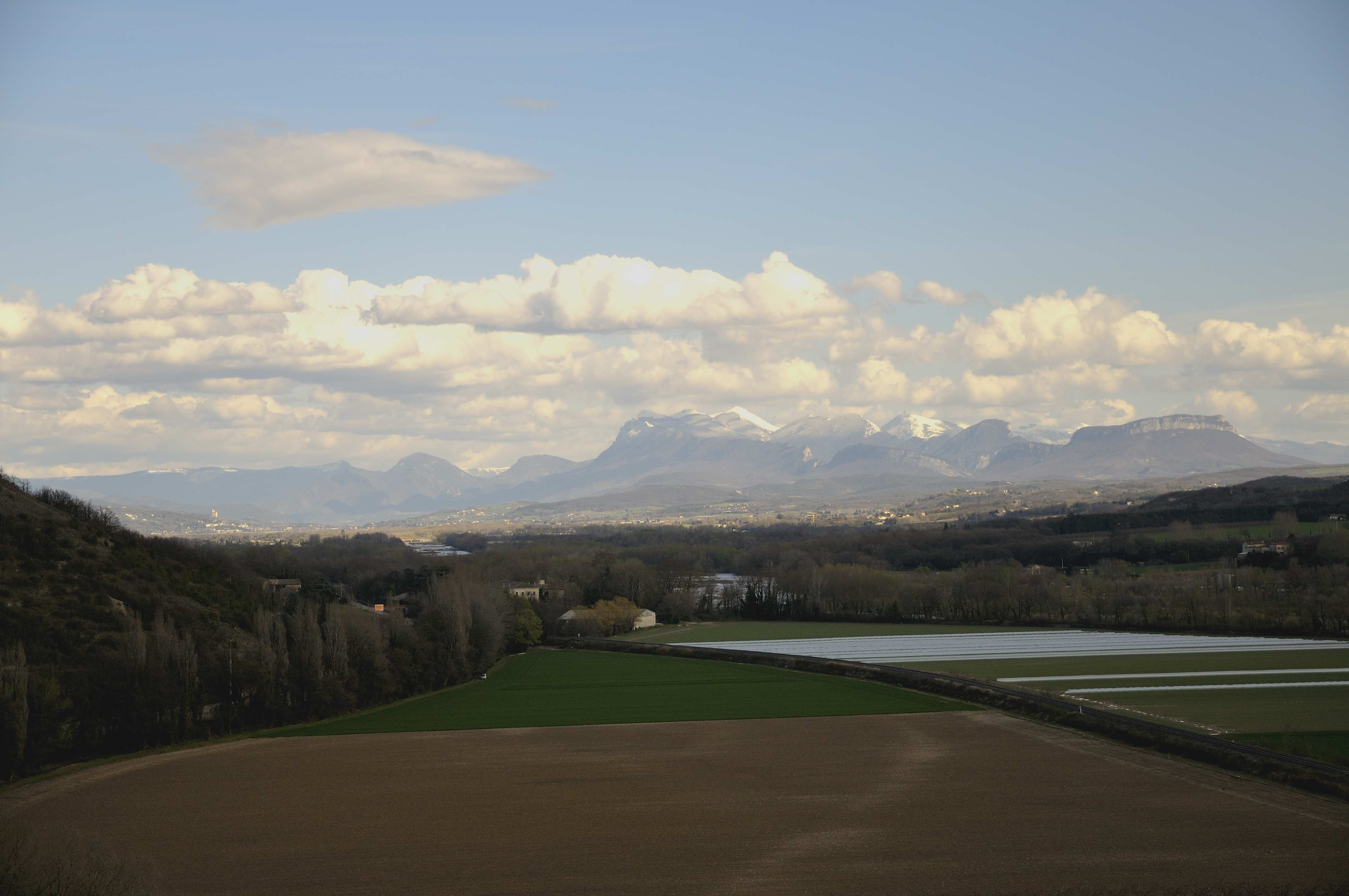
Des hauts Livron vers Crest et « les Trois Becs ».
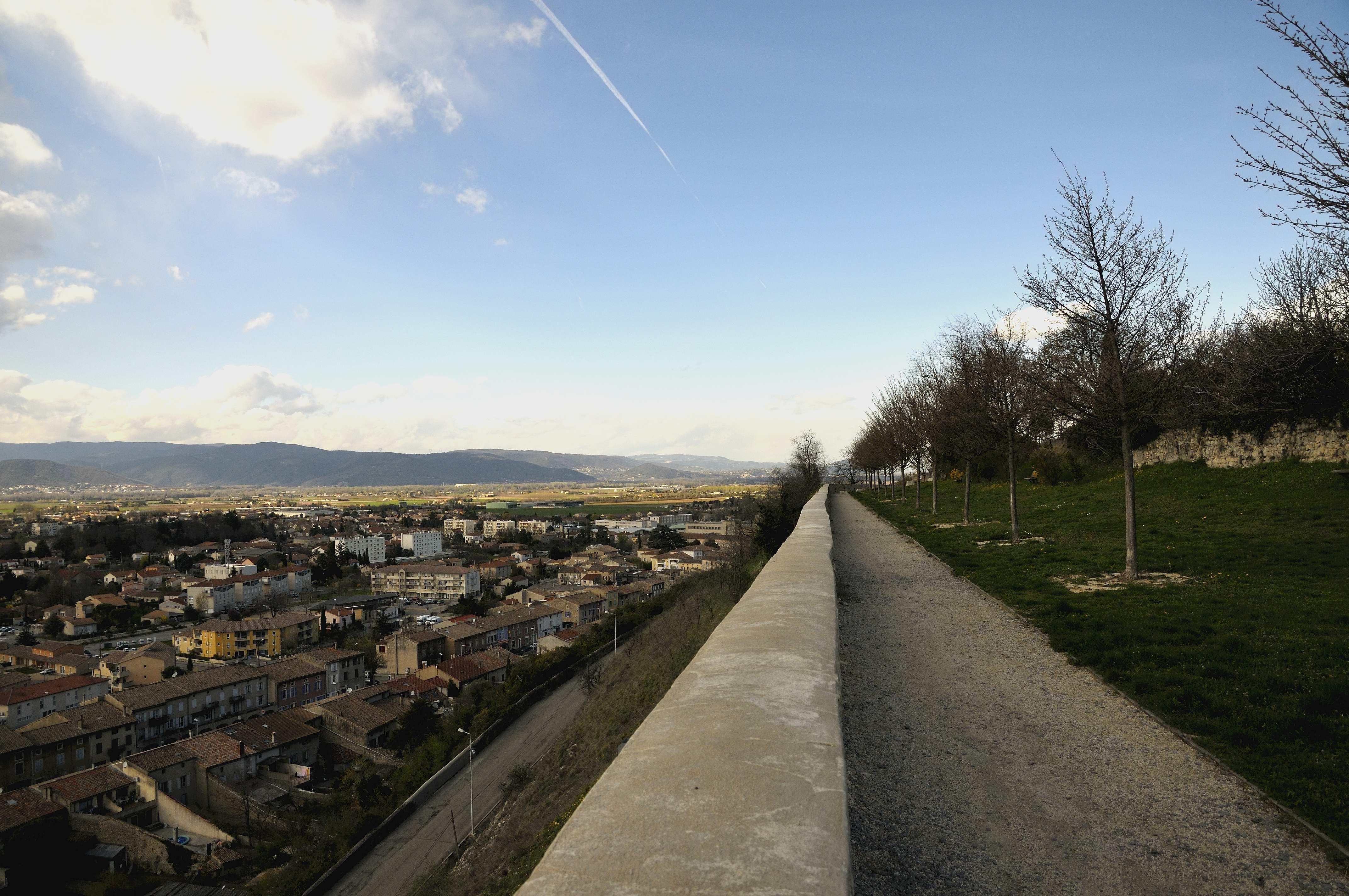
Vue des anciens remparts.

### Patrimoine naturel
- Vue du belvédère[33].
- Les lacs Gravière, du Petit-Robin et du Cul-de-Drôme[33].
- Le Parc André-Grangeon.
- le Parc Pignal
- Réserve naturelle nationale des Ramières du Val de Drôme

### Personnalités liées à la commune
- Ernest Morin-Latour (1834-1895), homme politique né et décédé à Livron, maire de Saint-Martin-de-Valamas en 1884, député de l'Ardèche.

### Héraldique, logotype et devise
| Armoiries de Livron-sur-Drôme | Les armoiries de Livron-sur-Drôme se blasonnent ainsi : « D'argent au verrou de sable percé du champ. » |